# 長花枝薪
長花 枝薪（ながはな しま）は、日本の舞台脚本家である。

## 主な作品

### 映像脚本
- 短編映画　縁石[1]（4月22日公開）
- 渋谷先生がだいたい教えてくれる[2]（2022年4月、TOKYO MX）
- 吉祥寺ルーザーズ（2022年5月、テレビ東京）第6話
- Get Ready!（2023年2月、TBS）第8話
- クジャクのダンス、誰が見た?（2025年3月、TBS）第7話、第9話 - 最終話

### 舞台脚本
- こりゃもてんばい１（2022年1月11日-16日、甘棠館Show劇場）
- しゃーSHE彼女2[3]（2022年6月17-19日、福岡市美術館ミュージアムホール）
- こりゃもてんばい３（2023年4月25日-4月30日、ぽんプラザホール）
- こりゃもてんばい４（2024年1月30日-2月4日、ベイサイドライブホール）

### ラジオドラマ
- おっぱいだけがウマい勝見さん（2022年5月）